# Carpolestidae
De Carpolestidae zijn een familie van uitgestorven zoogdieren behorend tot de Plesiadapiformes, verwanten van de primaten. Ze leefden in het Paleoceen en Eoceen in Noord-Amerika.
De Carpolestidae waren klein met een gewicht van 100 tot 200 gram. Het waren boombewoners. Het gebit wijst op een voeding bestaande uit noten, zaden, fruit en ongewervelden. Ze hadden nagels aan hun duimen en voeten. Elphidotarsius uit het Torrejonian is het oudste taxon. Naamgever Carpolestes leefde in het Clarkforkian. Dit dier had lange vingers en opponeerbare tenen.